# Horvatsko
Horvatsko is een plaats in de gemeente Ivanec in de Kroatische provincie Varaždin. De plaats telt 143 inwoners (2001).